# Spartak-UGP Anapa
Spartak Anapa (ros. Футбольный клуб «Спартак» Анапа, Futbolnyj Kłub "Spartak" Anapa) – rosyjski klub piłkarski z siedzibą w Anapie w kraju krasnodarskim.

## Historia
Chronologia nazw:
- 1984: KSK Anapa (ros. «КСК» Анапа)
- 1988: Spartak Anapa (ros. «Спартак» Анапа)
- 1995: Giekris Anapa (ros. «Гекрис» Анапа)
- 1996: Spartak Anapa (ros. «Спартак» Анапа)
- 1998: FK Anapa (ros. ФК «Анапа»)
- 2000: Spartak Anapa (ros. «Спартак» Анапа)
- 2004: Spartak-UGP Anapa (ros. «Спартак-УГП» Анапа)
- 2007: Spartak Anapa (ros. «Спартак» Анапа)
- 2009: klub rozwiązano
- 2024: Spartak Anapa (ros. «Спартак» Анапа)

Piłkarska drużyna KSK została założona w mieście Anapa w 1986 i reprezentowała miejscowy zakład budowy kurortów (ros. курортно-строительный комбинат).
W 1988 zespół pod nazwą Spartak debiutował w Drugiej Lidze, strefie 3 Mistrzostw ZSRR, w której występował do 1989.
W 1990 i 1991 występował w Drugiej Niższej Lidze.
W Mistrzostwach Rosji klub startował w Pierwszej Lidze, grupie zachodniej, w której występował dwa sezony. W 1994 po reorganizacji systemu lig w Rosji został zdegradowany do Drugiej Ligi, grupy zachodniej. W 1996 przez problemy finansowe klub spadł do Trzeciej Ligi, strefy 1, ale po roku powrócił do Drugiej Ligi. Klub również nazywał się Giekris i FK Anapa.
Od 1998 zespół występował w Drugiej dywizji, grupie południowej, z wyjątkiem 2000 i 2004, kiedy to zmagał się w rozgrywkach Ligi Amatorskiej. W 2004 przyjął nazwę Spartak-UGP. UGP - to skrót od sponsora - firmy "UrengoyGazProm". W 2007 sponsor odmówił finansowania klubu.
Na początku 2009 roku z przyczyn finansowych klub został rozwiązany.
W 2024 klub Spartak został odrodzony.

## Sukcesy
- Druga Liga ZSRR, strefa 3:
  - 10 miejsce: 1989
- Rosyjska Pierwsza Liga, grupa zachodnia:
  - 9 miejsce: 1992
- Puchar Rosji:
  - 1/32 finalista: 1993, 1995, 2007

## Znani piłkarze
- Iwan Lewieniec

## Inne
- Dinamo Anapa
- FK Anapa